# Раритетъ
«Рарите́тъ» — научно-производственное предприятие, штаб-квартира которого расположена в Москве. Специализируется на изготовлении сверхтонких материалов из благородных металлов, таких, как сусальное золото, сусальное серебро и творёное золото. Покрытия из золота применяются как инструмент декора в художественной росписи, архитектуре, дизайне, иконописи и реставрации.

## История
Научно-производственное предприятие «Раритетъ» основано в 1999 году. Для того, чтобы возродить золотобойное искусство (старорусское выражение «бить золото», ковать) основатели предприятия в течение нескольких лет вели исследовательскую работу. Результатом стали вновь обретённые старинные знания по производству сусального золота — от традиций Руси до канонов производства этого материала в Российской империи.

## Деятельность
Компания «Раритетъ» представляет все необходимые материалы и инструменты для профессионального золочения и серебрения. Специалисты предприятия занимаются развитием технических решений в сфере производства сверхтонких покрытий из благородных металлов, внедрением их на предприятии, контролем выполнения стандартов производства.

## Производство
Сусальное золото на предприятии «Раритетъ» изготавливается высокотехнологичным способом — стопка отбивается автоматическим молотом, передвижения которого находятся под управлением специально разработанной компьютерной программы. Каждая золотобойная машина работает по отдельной программе — в зависимости от того, какой толщины должен выйти в итоге золотой лист. Всё оборудование для производства сусального золота разрабатывается в конструкторском бюро научно-производственного предприятия «Раритетъ». В результате сложного технологического процесса получается тончайшее золотое полотно, которое разрезается на одинаковые листы. Размер каждого листа сусального золота — 91,5×91,5 мм.
Виды сусальных материалов: cусальное золото, сусальное серебро, творёное золото.